# Festivali i Këngës 47
Festivali I Këngës 47 fue la edición número 47 del Festivali I Kenges y la preselección albanesa para el Festival de la Canción de Eurovisión 2009 a celebrarse en Moscú, Rusia. Se realizó en el Palacio de Congresos de Tirana, Albania, dividiéndose en dos semifinales (19 y 20 de diciembre de 2008) y una final (21 de diciembre de 2008) con 20 participantes. 
Los cantantes actuaron en la primera semifinal, y en la segunda actuaron con un cantante invitado cantando una versión de su canción. En la final, volvieron a cantar su canción ante la valoración del jurado albanés. Kejsi Tola gánó el Festivali I Këngës 47 con la canción "Më merr në ëndërr", con la que consiguió 126 puntos.

## Artistas
20 artistas compitieron en el FIK 47:
- Adelina Thaçi
- Agim Poshka
- Besa Kokëdhima
- Emi Bogdo
- Burn
- Dorina Garuci
- Endri & Stefi Prifti
- Era Rusi
- Erga Halilaj
- Evis Mula
- Juliana Pasha & Luiz Ejlli
- Julian Lekocaj
- Kejsi Tola
- Kujtim Prodani
- Marjeta Billo
- Rovena Dilo & Eugent Bushpepa
- Shpat Kasapi
- Soni Malaj
- Vedat Ademi
- West Side Family

## Semifinales
| #  | Artista - Semifinal 1         | #  | Artista - Semifinal 2                        | Canción                       | Música - Letra                              |
| -- | ----------------------------- | -- | -------------------------------------------- | ----------------------------- | ------------------------------------------- |
| 1  | Dorina Garuci                 | 13 | Dorina Garuci, Arber Arapi & Marsida Saraci  | "Dite një jetë"               | Dorian Nini, Pandi Laço                     |
| 2  | Endri & Stefi Prifti          | 8  | Endri, Stefi & Maria Prifti                  | "Ti bere faj"                 | Josif Minga, Skender Rusi                   |
| 3  | Evis Mula                     | 5  | Evis Mula & Erti Hizmo                       | "Unë jam dashuria"            | Luan Zhegu, Agim Doçi                       |
| 4  | Juliana Pasha & Luiz Ejlli    | 9  | Juliana Pasha, Luiz Ejlli & Produkt 28       | "Nje jetë"                    | Shpetim Saraçi, Turian Hyskaj               |
| 5  | West Side Family              | 16 | West Side Family & Aurela Gaçe               | "Jehonë"                      | Dr. Flori                                   |
| 6  | Shpat Kasapi                  | 3  | Shpat Kasapi & Adelina Tahiri                | "Aromë mediterane"            | Gent Myftarai, Pandi Laço                   |
| 7  | Kejsi Tola                    | 11 | Kejsi Tola & Flaka Krelani                   | "Më mërr në ëndërr"           | Edmond Zhulali, Agim Doçi                   |
| 8  | Marjeta Billo                 | 1  | Marjeta Billo & Olta Boka                    | "Era e tokës"                 | Adrian Hila, Pandi Laço                     |
| 9  | Rovena Dilo & Eugent Bushpepa | 7  | Rovena Dilo, Eugent Bushpepa & Jonida Maliqi | "S'jam balade"                | Armend Rexhepagiç & Sunrise, Sunrise        |
| 10 | Agim Poshka                   | 15 | Agim Poshka & Eranda Libohova                | "Fajtor për ngrohjen globale" | Agim Poshka, Olsen Maze                     |
| 11 | Julian Lekocaj                | 19 | Julian Lekocaj & Kamela Islamaj              | "Nuk je ti"                   | Julian Lekocaj                              |
| 12 | Burn                          | 14 | Burn feat. Aleksander Gjoka                  | "Jam i pari i jettes sime"    | Stivart Cela & Renis Gjoka, Big Basta       |
| 13 | Erga Halilaj                  | 10 | Erga Halilaj & Kristi Popa                   | "Dikush mungon"               | Kristi Popa, Florion Zyko                   |
| 14 | Emi Bogdo                     | 4  | Emi Bogdo & Xhoi                             | "Kur buzet henen e kafshojn"  | Emi Bogdo, Klodian Qafoku                   |
| 15 | Kujtim Prodani                | 12 | Kujtim Prodani & Jo Artid Fejzo              | "Nostalgji"                   | Kujtim Prodani, Agim Doci                   |
| 16 | Adelina Thaci                 | 17 | Adelina Thaci & Teuta Kurti                  | "Oret e fundit"               | Alfred Kacinari                             |
| 17 | Era Rusi                      | 6  | Era Rusi & Irma Libohova                     | "Shpirt i humbur"             | Arsen Nasi & Bledar Skenderi, Irma Libohova |
| 18 | Vedat Ademi                   | 18 | Vedat Ademi & Samanta Karavello              | "Po me prite Ti"              | Kledi Bahiti, Alban Male                    |
| 19 | Besa Kokedhima                | 2  | Besa Kokedhima & Jacky Dachum                | "Ajer"                        | Alban Male, Olti Curri                      |
| 20 | Soni Malaj                    | 20 | Soni Malaj & Getoar Selimi                   | "Zona zero"                   | Flori Mumajesi                              |

## Final
| #  | Artista                       | Canción                       | Música - Letra                              | Puntos | Posición   |
| -- | ----------------------------- | ----------------------------- | ------------------------------------------- | ------ | ---------- |
| 1  | West Side Family              | "Jehonë"                      | Dr. Flori                                   | 118    | 3          |
| 2  | Soni Malaj                    | "Zona zero"                   | Flori Mumajesi                              | 44     | 16         |
| 3  | Juliana Pasha & Luiz Ejlli    | "Nje jetë"                    | Shpetim Saraçi, Turian Hyskaj               | 119    | 2          |
| 4  | Kujtim Prodani                | "Nostalgji"                   | Kujtim Prodani, Agim Doci                   | 24     | 18         |
| 5  | Emi Bogdo                     | "Kur buzet henen e kafshojn"  | Emi Bogdo, Klodian Qafoku                   | 43     | 17         |
| 6  | Erga Halilaj                  | "Dikush mungon"               | Kristi Popa, Florion Zyko                   | 66     | 11         |
| 7  | Marjeta Billo                 | "Era e tokës"                 | Adrian Hila, Pandi Laço                     | 106    | 5          |
| 8  | Adelina Thaci                 | "Oret e fundit"               | Alfred Kacinari                             | 91     | 8          |
| 9  | Rovena Dilo & Eugent Bushpepa | "S'jam balade"                | Armend Rexhepagiç & Sunrise, Sunrise        | 60     | 12         |
| 10 | Dorina Garuci                 | "Dite 1 jetë"                 | Dorian Nini, Pandi Laço                     | 92     | 7          |
| 11 | Endri & Stefi Prifti          | "Ti bere faj"                 | Josif Minga, Skender Rusi                   | 91     | 9          |
| 12 | Kejsi Tola                    | "Më mërr në ëndërr"           | Edmond Zhulali, Agim Doçi                   | 126    | 1 (Winner) |
| 13 | Era Rusi                      | "Shpirt i humbur"             | Arsen Nasi & Bledar Skenderi, Irma Libohova | 50     | 15         |
| 14 | Julian Lekocaj                | "Nuk je ti"                   | Julian Lekocaj                              | 17     | 20         |
| 15 | Shpat Kasapi                  | "Aromë mediterane"            | Gent Myftarai, Pandi Laço                   | 22     | 19         |
| 16 | Evis Mula                     | "Unë jam dashuria"            | Luan Zhegu, Agim Doçi                       | 91     | 10         |
| 17 | Burn                          | "Jam i pari i jettes sime"    | Stivart Cela & Renis Gjoka, Big Basta       | 96     | 6          |
| 18 | Vedat Ademi                   | "Po me prite Ti"              | Kledi Bahiti, Alban Male                    | 51     | 14         |
| 19 | Agim Poshka                   | "Fajtor për ngrohjen globale" | Agim Poshka, Olsen Maze                     | 56     | 13         |
| 20 | Besa Kokedhima                | "Ajer"                        | Alban Male, Olti Curri                      | 109    | 4          |